# King Osanga
King Moses Osanga (Jos, 6 ottobre 1990) è un calciatore nigeriano, attaccante del Nasarawa United.

## Carriera

### Club
Dopo aver cominciato a giocare in patria con l'Akwa United, passa all'Heartland con cui gioca 4 partite da titolare nella CAF Champions League. Si trasferisce quindi ai tunisini dell'Étoile du Sahel che nel 2011 lo cedono in prestito ai libici dell'Al Nasr Benghazi. Nel gennaio del 2012 si trasferisce alla squadra francese del Sochaux. Nel 2013 passa ai belgi del Woluwe.

### Nazionale
Con la nazionale Under-17 ha preso parte ai Mondiali di categoria del 2007, mentre con l'Under-20 ha preso parte ai Mondiali del 2009.

## Palmarès

### Club

#### Competizioni nazionali
- Coppa di Tunisia: 1

Étoile du Sahel: 2011-2012